# Наджип Хаблемітоглу
Неджип Хаблемітоглу (тур. Necip Hablemitoğlu; 18 листопада 1954, Анкара, Туреччина — 18 грудня 2002, там же) — турецький вчений, історик. Убитий перед своїм будинком у 2002 році. Винних у цьому вбивстві досі не знайдено.

## Біографія
1977 року закінчив школу преси та журналістики при факультеті політології Університету Анкари. З 1977 до 1978 рік видавав щомісячний журнал «Dilde, Fikirde, İşde Birlik» (укр. Єдність у мові, ідеї та роботі). Деякий час працював консультантом з друку у низці організацій, потім здобув ступінь магістра та захистив докторську дисертацію з історії реформ Ататюрка в Університеті Анкари.
Був одружений з професором доктором[що?] Ченгюль Хаблемітоглу, у них було дві дочки Канідже й Уйвар, названі на честь найвіддаленіших фортець Османської імперії на заході та на півночі.

## Наукова діяльність
Читав лекції про Ататюрка в Університеті Анкари.

### Дослідження кримських татар
Його першою опублікованою роботою стала серія статей «Yuzbinlerin Surgunu» (укр. Депортація сотень тисяч), яка вийшла у турецькій щоденній газеті «Акшам» у 1970-х роках. Пізніше ці статті видали однойменною книгою. Враховуючи мовчання всього світу, зокрема й тюркський світ, щодо депортації кримських татар владою СРСР під час Другої світової війни, статті Хаблемітоглу, написані в епоху «холодної війни», були сміливою спробою привернути увагу всього світу до цього політичного питання. Він продовжував працювати над кримськотатарською та іншими тюркськими проблемами, на початку 1970-х років видавав журнал «Birlik».
Пізніше він видав працю «Arlık Rusyası'nda Türk Kongreleri (1905—1917)» (укр. Тюркські конгреси в царській Росії (1905 - 1917)), присвячену історії тюркських народів Російської імперії, якою він глибоко цікавився. Зі своєю дружиною Ченгюль Хаблемітоглу, написав у співавторстві книгу на тему історії кримських татар, «Şefika Gaspirali ve Rusya'da Turk Kadin Hareketleri (1893—1920)» (укр. Шефіка Гаспінська і рух тюркських жінок у Росії (1893–1920)). Доктор Неджип Хаблемітоглу також написав безліч статей на тему Криму та кримських татар, в основному опублікованих у кримськотатарському журналі «Kırım», який виходить двічі на місяць в Анкарі, Туреччина.

### Дослідження німецьких НУО в Туреччині
У книзі «Alman Vakıfları ve Bergama Dosyası» (укр. Німецькі фонди і файл Бергами) він звинуватив у шпигунстві німецькі неурядові організації, які працювали в Туреччині. У суді звинувачення визнали необґрунтованими, внаслідок чого суд оштрафував видавця на 50 мільярдів лір (пізніше штраф було скорочено до 1 мільярда після того, як звинувачення заявило, що їхня скарга не була грошовою). Проблема Бергами стосувалася золотодобувної промисловості. Стверджувалося, що Туреччина щорічно імпортувала з Німеччини золота на 800 мільйонів доларів, і відкриття золотої копальні в Бергамі становило загрозу, яку потрібно було зупинити. Таким чином, для досягнення цієї мети офіси різних німецьких НУО в Туреччині, як стверджується, організовували місцевих сільських жителів і фінансували протестні рухи проти копальні в цьому районі.

### Рух Гюлена
Його книга «Köstebek» або «Шпигун», опублікована посмертно, викрила рух Фетхуллаха Гюлена. У цій книзі Хаблемітоглу заявив про незаконне угруповання руху Гюлена в турецькій поліції. У червні 1999 року він виступив на телепрограмі, де розповів про гюленістську організацію. У програмі докладно описав структуру та внутрішню роботу руху Гюлена та його зв'язки з іноземними спецслужбами. Після цієї телепередачі йому загрожували невідомі розправою.

## Вбивство
Справа про вбивство не розкрито. Згідно з однією з версій, його вбили під час операції під фальшивим прапором генерала жандармерії Велі Кучука (суд над ним проходив у справі Ергенекона), провину за яку поклали на ісламістів. Затриманий у справі Ергенекона Осман Йилдирим у своїх свідченнях стверджував, що Осман Гюрбюз убив Хаблемітоглу за указом затриманих Велі Кучука та Музаффера Текіна.
Згідно з іншою теорією, Хаблемітоглу убили Ергенеконом у співпраці з німецькими НУО, при цьому за підготовку відповідала німецька секретна служба GSG 9 (мотив, пов'язаний з проблемою Бергами). Бедреттін Далан, біженець і перший підозрюваний у справі Ергенекона, нібито має підроблений паспорт, виданий Федеральною розвідувальною службою Німеччини.

В останні роки життя Хаблемітоглу зосередився на викритті руху Гюлена. У своїй книзі під назвою «Köstebek» він писав, що цей рух був терористичною організацією, яка створила іншу організацію, альтернативну чинному уряду. Його вбили за п'ять днів до опублікування книги. В останній частині вступу до своєї книги він написав:
Я закликаю всіх націоналістів діяти спільно проти фетхуллахістської небезпеки, доки не стало занадто пізно, я закликаю вас сформувати громадську думку для очищення спецслужб від фетхуллахістських загонів…
Хаблемітоглу, ймовірно, знав, що може стати жертвою змовників, оскільки його дочки питали його, що робити у разі нападу.
У день нападу він вийшов із дому за продуктами. Згідно з записами з камер спостереження та чеками, він вийшов з магазину о 20:05 за місцевим часом. Через кілька хвилин його вбили, коли повертався додому.
Похований 21 грудня 2002 року на цвинтарі Каршияка в Анкарі.

## Праці
- Gaspıralı İsmail, 2006, Birharf Yayınları, ISBN 975-9198-70-3
- Milli Mücadele'de Yesil Ordu Cemiyeti, 2006, Birharf Yayınları, ISBN 975-9198-24-X
- Çarlık Rusyası'nda Türk Kongreleri (1905—1917) 2005, Toplumsal Dönüşüm Yayınları, ISBN 975-6448-83-0
- Sovyet Rusya'da Devlet Terörü, 2004, Toplumsal Dönüşüm Yayınları, ISBN 975-6448-81-4
- Terör'ün ve Batının Kıskacındaki Ülke: Türkiye, 2003, ISBN 9756441245
- Köstebek, 2003, Birharf Yayınları, ISBN 975-6774-94-0
- Kırım'da Türk Soykırımı, 2002, Iq Kültür Sanat Yayıncılık, ISBN 975-6618-44-2
- Alman Vakıfları ve Bergama Dosyası, 2001, Pozitif Yayıncılık, ISBN 975-9198-45-2
- Şefika Gaspıralı ve Rusya'da Türk Kadın Hareketi (1893—1920), Toplumsal Dönüşüm Yayınları, ISBN 975-6448-80-6
- Yüzbinlerin Sürgünü, 1997, Toplumsal Dönüşüm Yayınları, ISBN 975-6448-78-4